# Станция-призрак

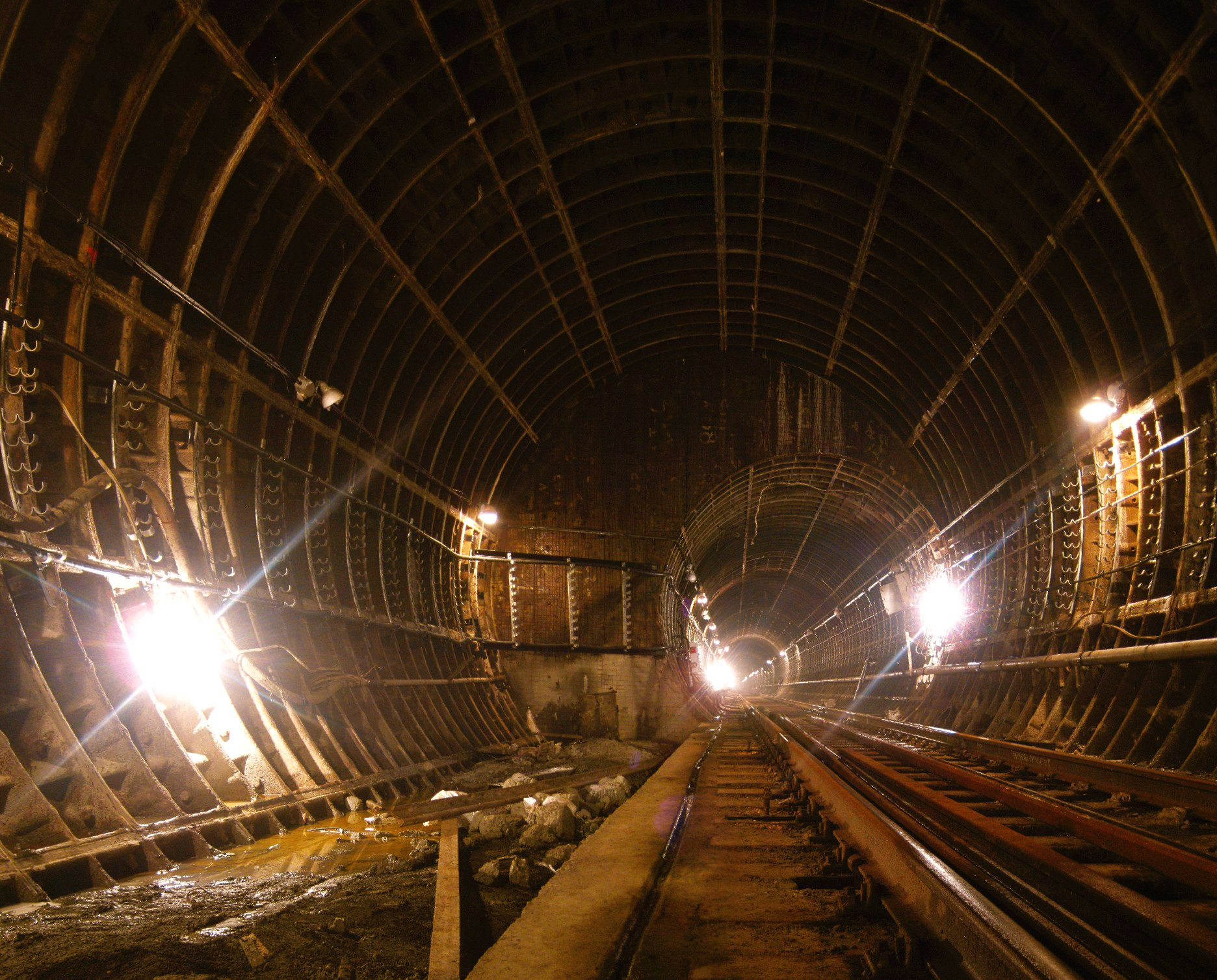
Недостроенная станция «Бажовская» Екатеринбургского метрополитена

«Станция-призрак» — условное название недостроенных или недоступных пассажирам (но отнюдь не всегда заброшенных) станций метро.
Промежуточную станцию-призрак можно видеть из окна проезжающего через неё поезда (в отличие от заделов под станции и пути, которые обычно не видны во время езды в поезде). Работы на платформенной части таких станций, проводящиеся у станционного туннеля (например, облицовка путевых стен), производятся ночью в отсутствие движения (чтобы не повредить проезжающие поезда).
Понятие широко обнародовали диггеры в середине 1990-х годов. В 1999 году «призраком» охарактеризовали заложенную двумя годами ранее станцию петербургского метро «Адмиралтейская», полноценно достроить которую смогли лишь к концу 2011 года. Затем, в начале 2000-х, оно прижилось и к московской станции «Спартак», а также к ряду других законсервированных позже объектов московского метро (например, станции «Деловой центр»).

## Примеры
| Закрытые станции | Временно закрывавшиеся станции | Промежуточные станции, пущенные в строй позже, чем обе соседние (бывшие «призраки») | Недостроенные промежуточные станции («истинные» «призраки») | Площадки под станции |
| --- | --- | --- | --- | --- |
| Московский метрополитен | | | | |
| - «Советская» планировалась в первоначальном проекте Горьковского радиуса, но в 1934 была исключена из него. Тоннели в этом месте имеют уклон 0,023 и полностью исключают возможность постройки станции. Чуть позже рядом с местом предполагавшейся станции появился подземный пункт управления московского штаба ГО. - «Первомайская» действовала в 1954—1961 годах на Арбатско-Покровской линии на территории электродепо «Измайлово». Превращена в часть депо. После запуска депо «Митино» на бывшей станции планируется организация музея вагонов Московского метрополитена. - «Калужская» действовала в 1964—1974 годах на Калужско-Рижской линии на территории электродепо «Калужское». Превращена в часть депо. Платформа и пути станции сохранились. | - «Чистые пруды» Сокольнической линии закрывалась в годы Великой Отечественной войны для размещения служб Генерального штаба и ПВО, а также с 11 мая 1971 по 5 января 1972 года для перестройки центрального зала и открытия перехода на станцию «Тургеневская». - Участок нынешней Филёвской линии «Александровский сад — Киевская» из четырёх станций был закрыт с 5 апреля 1953 по 7 ноября 1958 года в связи с наличием дублирующего участка Арбатско-Покровской линии. - «Лубянка» Сокольнической линии закрывалась для перестройки центрального зала и реконструкции платформ с 1 января по 17 декабря 1975 года. - «Ленинские горы (Воробьёвы горы)» Сокольнической линии закрывалась на реконструкцию с 20 октября 1983 по 14 декабря 2002 года. - «Семёновская» Арбатско-Покровской линии закрывалась для замены эскалаторов с 15 мая 2005 по 28 апреля 2006 года. - «Электрозаводская» Арбатско-Покровской линии закрывалась для замены эскалаторов с 19 мая 2007 по 28 ноября 2008 года. - «Парк культуры» Кольцевой линии закрывалась для замены эскалаторов с 5 февраля 2011 по 28 апреля 2012 года. - «Бауманская» Арбатско-Покровской линии закрывалась для замены эскалаторов с 8 февраля по 24 декабря 2015 года. - «Фрунзенская» Сокольнической линии закрывалась для замены эскалаторов со 2 января по 29 декабря 2016 года. - «Деловой центр»: комплекс из двух станций построен в конструкциях в 1999—2004 годах для продления Калининской линии и строительства Солнцевско-Мытищинской хорды. 31 января 2014 года северная платформа была открыта в составе Солнцевской линии, но 24 февраля 2018 года закрылась в связи с совместной эксплуатацией первого участка Большой кольцевой линии и Солнцевской линии, южная платформа открылась в составе Большой кольцевой линии 26 февраля 2018 года, но 22 июня 2024 года закрылась в связи со строительством Рублёво-Архангельской линии. Повторное открытие северной платформы состоялось 12 декабря 2020 года. Повторное открытие южной платформы состоится в 2026 году. - Участок бывшей Каховской линии «Каховская» — «Каширская» из трёх станций был закрыт с 26 октября 2019 года в связи с ремонтными работами по интеграции с Большой кольцевой линией (де-факто станция «Каховская» была закрыта с 30 марта 2019 года) - «Смоленская» Арбатско-Покровской линии закрывалась для замены эскалаторов с 22 февраля 2020 по 9 июля 2021 года. - «Рижская» Калужско-Рижской линии закрывалась для замены эскалаторов, а также для строительства перехода на Большую кольцевую линию с 22 августа 2020 по 7 мая 2022 года. - «Шелепиха» Большой кольцевой линии закрылась из-за строительства Рублёво-Архангельской линии 22 июня 2024 года. Повторное открытие состоится в 2026 году. | - «Новокузнецкая» достроена и открыта в 1943 году через 11 месяцев после пуска участка Замоскворецкой линии. - «Павелецкая» достроена и открыта в 1943 году через 11 месяцев после пуска участка Замоскворецкой линии. - «Электрозаводская» достроена и открыта в 1944 году через 4 месяца после пуска участка Арбатско-Покровской линии. - «Кунцевская» достроена и открыта в 1965 году через 2 месяца после пуска участка Филёвской линии. - «Тверская» построена и открыта в 1979 году из задела на пущенном в 1938 году участке Замоскворецкой линии. - «Шаболовская» построена в конструкциях на пущенном в 1962 году участке Калужско-Рижской линии, но открыта 5 ноября 1980 года из-за проблем со строительством наклонного хода. - «Дубровка» построена в конструкциях на пущенном в 1995 году участке Люблинской линии, но открыта 11 декабря 1999 года из-за проблем со строительством наклонного хода. - «Сретенский бульвар» достроена и открыта в 2007 году через 4 месяца после пуска участка Люблинско-Дмитровской линии. - «Славянский бульвар» достроена и открыта в 2008 году через 8 месяцев после пуска участка Арбатско-Покровской линии. - «Спартак» построена в конструкциях на пущенном в 1975 году участке Таганско-Краснопресненской линии, но открыта 27 августа 2014 года, долгое время существовала как станция-призрак. - «Технопарк» построена и открыта в 2015 году из задела на пущенном в 1969 году участке Замоскворецкой линии. - «Площадь Гагарина» построена в конструкциях в 2001 году для интеграции в систему малого кольца Московской железной дороги с пересадкой на станцию метро «Ленинский проспект». - «Минская» изначально планировалась на Арбатско-Покровской линии, но после изменения проекта и спрямления перегона «Парк Победы» — «Славянский бульвар», станция открылась в составе Солнцевской линии в 2017 году. - «Беломорская» достроена и открыта в 2018 году через 11 месяцев после пуска участка Замоскворецкой линии. | - «Троице-Лыково» задел на пущенном в 2008 году участке Арбатско-Покровской линии. Имеется возможность перестройки в пассажирскую станцию, которая в настоящее время не планируется. - «Притоннельное сооружение „Д“» представляет собой платформу длиной около 45 метров и аварийный выход на поверхность на пущенном в 2008 году участке Арбатско-Покровской линии.                       | - «Дорогомиловская» площадка под станцию на пущенном в 2005 году прямолинейном в плане и профиле участке Филёвской линии. - «Ульяновская (Золоторожская)» площадка под станцию на пущенном в 1950 году сегменте Кольцевой линии. - «Достоевская» площадка под станцию на пущенном в 1952 году сегменте Кольцевой линии. В данный момент ведётся строительство станции. - «Российская» площадка под станцию на пущенном в 1954 году сегменте Кольцевой линии. - «Покровские ворота» площадка под станцию на пущенном в 1938 году участке Арбатско-Покровской линии. - «Хмельницкая» площадка под станцию на пущенном в 1938 году участке Арбатско-Покровской линии. - «Якиманка» площадка под станцию на пущенном в 1962 году участке Калужско-Рижской линии. В 2005 году стройплощадка станции была ликвидирована при строительстве жилого комплекса «Евгений Онегин». |
| Петербургский метрополитен | | | | |
| - «Дачное» действовала в 1966—1977 годах на Кировско-Выборгской линии на территории электродепо «Дачное». Остатки станции переданы под управление МРЭО-5 ГИБДД. | - «Рыбацкое» Невско-Василеостровской линии закрывалась для ремонта перегонных тоннелей с 1 мая 2000 по 1 апреля 2001 года. - «Пролетарская» Невско-Василеостровской линии закрывалась для ремонта эскалаторного тоннеля с 25 августа 2005 по 17 ноября 2006 года. - «Горьковская» Московско-Петроградской линии закрывалась для ремонта эскалаторного тоннеля с 11 октября 2008 по 26 декабря 2009 года. - «Петроградская» Московско-Петроградской линии закрывалась для ремонта эскалаторного тоннеля с 5 января по 15 ноября 2013 года. - «Лиговский проспект» Лахтинско-Правобережной линии закрывалась для ремонта эскалаторного тоннеля с 5 января по 3 декабря 2014 года. - «Выборгская» Кировско-Выборгской линии закрывалась для ремонта эскалаторного тоннеля с 7 февраля по 24 декабря 2015 года. - «Елизаровская» Невско-Василеостровской линии закрывалась для ремонта эскалаторного тоннеля с 8 февраля по 29 декабря 2016 года. - «Лесная» Кировско-Выборгской линии закрывалась для ремонта эскалаторного тоннеля с 28 января по 23 декабря 2017 года. - «Академическая» Кировско-Выборгской линии закрывалась для проведения капитального ремонта с 30 июля 2018 по 1 июля 2019 года. - «Зенит» Невско-Василеостровской линии закрывалась для проведения редизайна со 2 апреля 2020 по 10 июня 2021 года. - «Чернышевская» Кировско-Выборгской линии закрывалась для ремонта эскалаторного тоннеля со 25 октября 2022 по 13 июля 2024 года. - «Ладожская» Лахтинско-Правобережной линии закрывалась для ремонта эскалаторного тоннеля со 4 марта 2023 по 30 января 2024 года. - «Пионерская» Московско-Петроградской линии закрывалась для проведения капитального ремонта с 24 июня по 19 августа 2023 года. - «Удельная» Московско-Петроградской линии закрыта для проведения капитального ремонта с 1 июня 2024 по 25 апреля 2025 года. - «Фрунзенская» Московско-Петроградской линии закрыта для перестройки вестибюля с 1 июня 2024 по 1 июня 2027 года. | - «Пушкинская» достроена и открыта в 1956 году через 5 месяцев после пуска в 1955 году участка Кировско-Выборгской линии - «Чернышевская» достроена и открыта в 1958 году через 3 месяца после пуска участка Кировско-Выборгской линии - «Крестовский остров» достроена и открыта в 1999 году через 8 месяцев после пуска участка Правобережной линии (ныне Фрунзенско-Приморской линии) - «Обводный канал» достроена и открыта в 2010 году через 2 года после пуска участка Фрунзенско-Приморской линии - «Адмиралтейская» построена в конструкциях на пущенном в 1997 году участке Правобережной линии (ныне Фрунзенско-Приморской линии), но открыта 28 декабря 2011 года, долгое время существовала как станция-призрак. | - «Театральная» после пуска участка «Спасская» — «Горный Институт» Лахтинско — Правобережной линии в 2024 году. Задержка в открытии станции связана с опасением разрушения Мариинского театра из-за наклонного хода «Театральной». Планируется открыть станцию до 2028 года. | - «Адмиралтейская» была в планах постройки на участке Невско-Василеостровской линии «Гостиный Двор» — «Василеостровская» с пересадкой на станцию метро «Адмиралтейская». Тоннели на данном перегоне имеют ровные в плане и профиле участки достаточной длины, поэтому строительство станции теоретически возможно. |
| Нижегородский метрополитен | | | | |
| | | | - «Ярмарка» — станция Сормовской линии нижегородского метро. Строительство было начато в 1993. Станция должна была открыться в 2000, однако строительство было остановлено в 1996. В 2012 принято решение об отказе от продолжения строительства в пользу станции «Стрелка», которая была открыта к ЧМ по футболу-2018. В обозримой перспективе возобновление строительства не планируется. | |
| Киевский метрополитен | | | | |
| - «Герцена» в процессе строительства была отменена, вместо станции достроили совмещённую тягово-понизительную подстанцию (СТП), аварийные платформы-мостики в перегонных тоннелях и противопожарный выход на поверхность. | - «Святошин» закрывалась на реконструкцию с 24 февраля 2018 года по июнь 2019 года для установки лифта и замены облицовки стен. - «Днепр» закрывалась с 24 февраля 2022 года по 8 марта 2024 года в связи с вторжением России на Украину. - «Гидропарк» закрывалась с 24 февраля 2022 года по 25 марта 2023 года в связи с вторжением России на Украину. - «Крещатик» закрывалась с 26 февраля 2022 года по 20 декабря 2022 года в связи с вторжением России на Украину. - «Майдан Незалежности» закрывалась с 24 февраля 2022 года по 20 декабря 2022 года в связи с вторжением России на Украину. | - «Театральная» построена и открыта в 1987 на пущенном в 1960 участке Святошинско-Броварской линии - «Печерская» достроена и открыта в 1997 на пущенном в 1991 участке Сырецко-Печерской линии - «Вырлица» достроена и открыта в 2006 на пущенном в 2005 участке Сырецко-Печерской линии | - «Теличка» построена в конструкциях на пущенном в 1992 участке Сырецко-Печерской линии, работы прекращены. - «Львовская брама» построена в конструкциях на пущенном в 1996 участке Сырецко-Печерской линии, не построен выход на поверхность | |
| Бакинский метрополитен | | | | |
| | - «Ичери-Шехер» закрывалась в связи с ремонтом и реконструкцией вестибюля в 2008 и на замену эскалаторов летом 2009. - «Кёроглу» закрывалась с ноября по декабрь 2011 в связи с реконструкцией вестибюля. - «Сахил» закрыта с августа 2017 по июля 2018 в связи с ремонтом и реконструкцией вестибюля и на замену эскалаторов. | | | |
| Ереванский метрополитен | | | | |
| | | - «Анрапетуцян Храпарак» достроена и открыта в 1981 через 9 месяцев после пуска участка линии - «Зоравар Андраник» построена и открыта в 1989 из задела на пущенном в 1981 участке линии | | |
| Минский метрополитен | | | | |
| | - «Октябрьская» закрывалась с 9 июня по 26 сентября 2008 для установки новых эскалаторов, а также с 11 по 14 апреля 2011 для устранения повреждений после теракта. | - «Первомайская» достроена и открыта в 1991 через 5 месяцев после пуска участка линии | | |
| Новосибирский метрополитен | | | | |
| | - «Спортивная» строилась к пуску в 1985—1986 участка Ленинской линии, однако сооружение было отменено из-за технических проблем и малой необходимости. В 2019 году начато строительство станции, а открытие должно было состояться в 2024 году. | | | |
| Самарский метрополитен | | | | |
| - «Крылья Советов» планировалась в составе первого пускового участка первой очереди, однако для соблюдения сроков строительства вместо неё на территории электродепо «Кировское» была построена станция «Юнгородок». | | | | |
| Софийский метрополитен | | | | |
| | | - «Национальный Дворец Культуры» построена в конструкциях одновременно со строительством НДК в 1980—1982. Были построены платформы, сама станция была построена длиной всего лишь 80 м, так как была неизвестна длина других станций будущего метрополитена. При строительстве Второй линии в 2009—2012 станция достроена и открылась 31 августа 2012 в пусковом участке Второй линии. - «Европейский союз» — станция и перегоны построены в конструкциях одновременно со строительством НДК в 1980—1982. Находится рядом с гостиницей «Хемус». Первоначальное название: «Св. Наум». Платформы не были построены, сама станция была построена длиной всего лишь 80 м, так как была неизвестна длина других станций будущего метрополитена. При строительстве Второй линии в 2009—2012 станция достроена и открылась 31 августа 2012 в пусковом участке Второй линии. | - «Модерно предградие» — построена в конструкциях на перегоне ст. «Сливница»-«Обеля». Платформы и выходы на поверхность не достроены. Сроки достройки — неизвестны. | |
| Екатеринбургский метрополитен | | | | |
| | | - «Чкаловская» достроена и открыта в августе 2012 через 8 месяцев после открытия станции «Ботаническая» из-за задержки поставки эскалаторов. | - «Бажовская» может быть достроена и открыта позже, однако в обозримой перспективе достройка не планируется. | |
| Парижский метрополитен | | | | |
| - Порт де Лила — Синема (Porte des Lilas — Cinéma) - Сен-Мартен (Saint-Martin) - Красный крест (Croix-Rouge) - Арсенал (Arsenal) - Марсово поле (Champ-de-Mars) | - Варен (Varenne) - Бель-Эр (Bel-Air) - Ренн (Rennes) - Льеж (Liège) - Клюни (Cluny) | | - Порт Молитор (Porte Molitor) - Аксо (Haxo) | |
| Стокгольмский метрополитен | | | | |
| | | | - Кюмлинге (Kymlinge) заброшенная станция Синей линии в лесу, который позже объявили охраняемым. | |